# Chudoslavice
Chudoslavice (en allemand : Kuteslawitz ou Kutteslawitz) est une commune du district de Litoměřice, dans la région d'Ústí nad Labem, en République tchèque. Sa population s'élevait à 177 habitants en 2021.

## Géographie
Chudoslavice se trouve à 7 km au nord-est de Litoměřice, à 13 km au sud-est d'Ústí nad Labem et à 60 km au nord-ouest de Prague.
La commune est limitée par Třebušín au nord, par Ploskovice à l'est et au sud-est, par Žitenice au sud-ouest et à l'ouest, et par Staňkovice à l'ouest.

## Histoire
La première mention écrite de la localité date de 1545.

## Administration
La commune se compose de deux quartiers :
- Chudoslavice
- Myštice

## Galerie

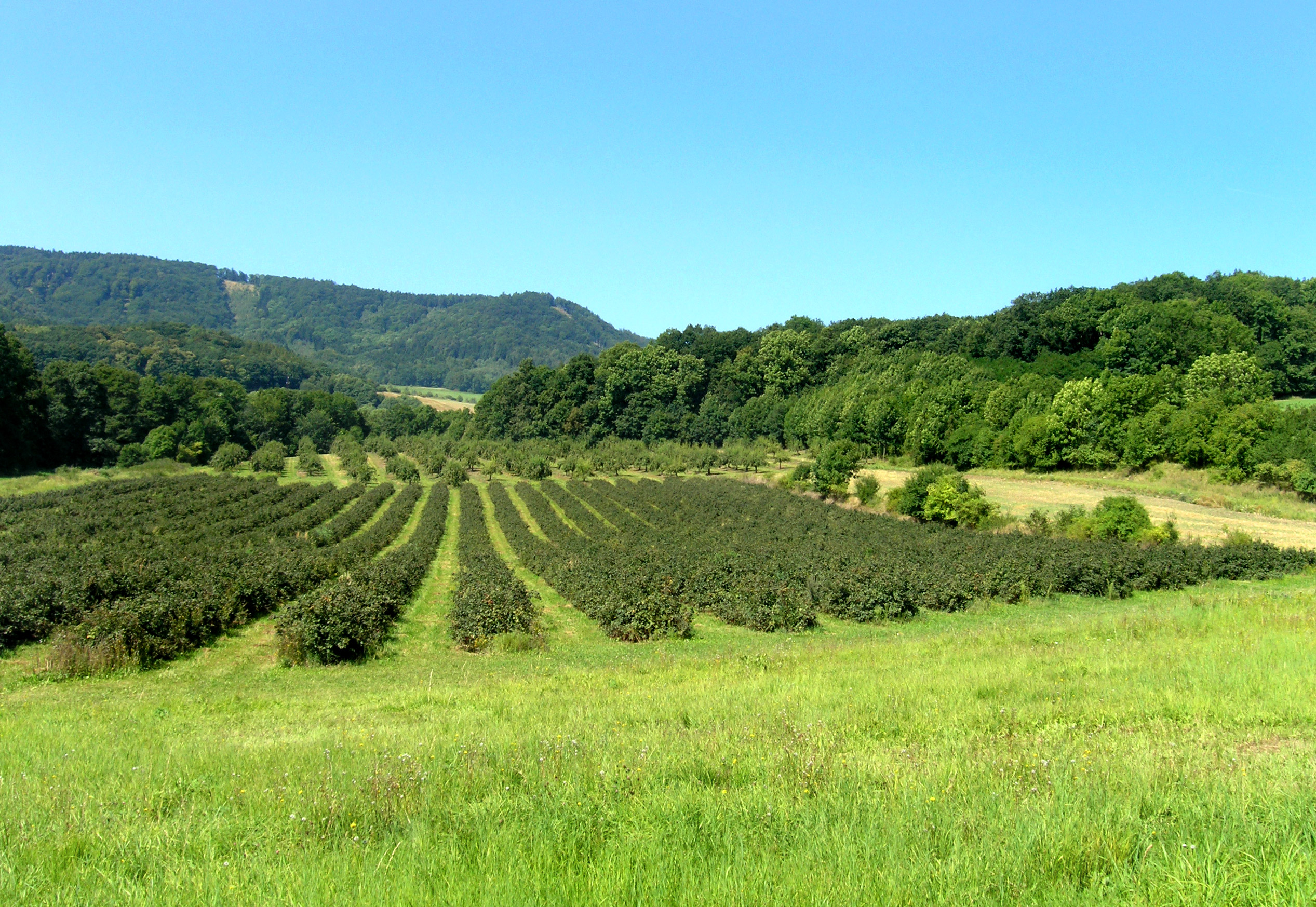
Chudoslavice : vergers.
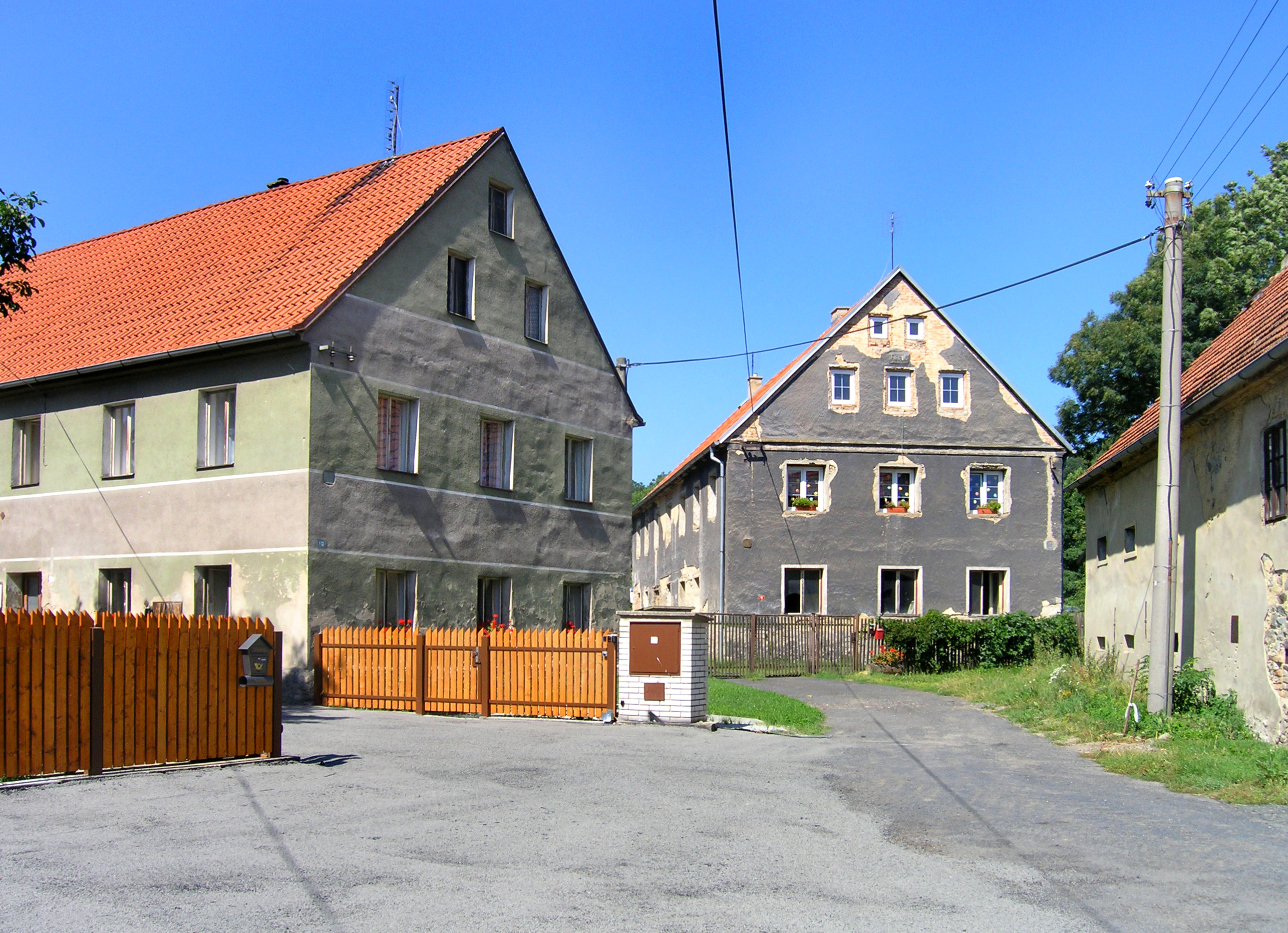
Chudoslavice, ouest.

## Transports
Par la route, Chudoslavice se trouve à 9 km de Litoměřice, à 20 km d'Ústí nad Labem et à 73 km de Prague.